# Erland and The Carnival
Erland and The Carnival sind eine britische Folk-Rock-Band.

## Geschichte
Die Band wurde in London gegründet und nahm 2008 ihre ersten Aufnahmen auf. Kopf der Band ist der Multiinstrumentalist Simon Tong (Blur, The Good, the Bad & the Queen). Der Sound der Band orientiert sich dabei stark an dem Psychedelic Rock der 1960er und 1970er, gemischt mit Zirkus- und Folkelementen.
Überregionale Bekanntheit erlangten Erland and The Carnival 2010 mit ihrem selbstbetitelten Debüt-Album und der Singleauskoppelung You Don’t Have to Be Lonely. 2011 erschien das zweite Album, Nightingale, das von deutlich düstereren Melodien und psychedelischen Synthie-Parts geprägt ist.

## Diskografie

### Alben
- 2010: Erland & The Carnival
- 2011: Nightingale
- 2014: Closing Time